# دهستان حومه (میناب)
دهستان حومه، یکی از دهستان‌های بخش مرکزی شهرستان میناب در استان هرمزگان ایران است. مرکز این دهستان، روستای حکمی است.

## جمعیت
بر پایه سرشماری عمومی نفوس و مسکن در سال ۱۳۹۵، جمعیت دهستان حومه برابر با ۲۹٬۴۳۷ نفر بوده‌است.